# Llista de les muntanyes més altes del món

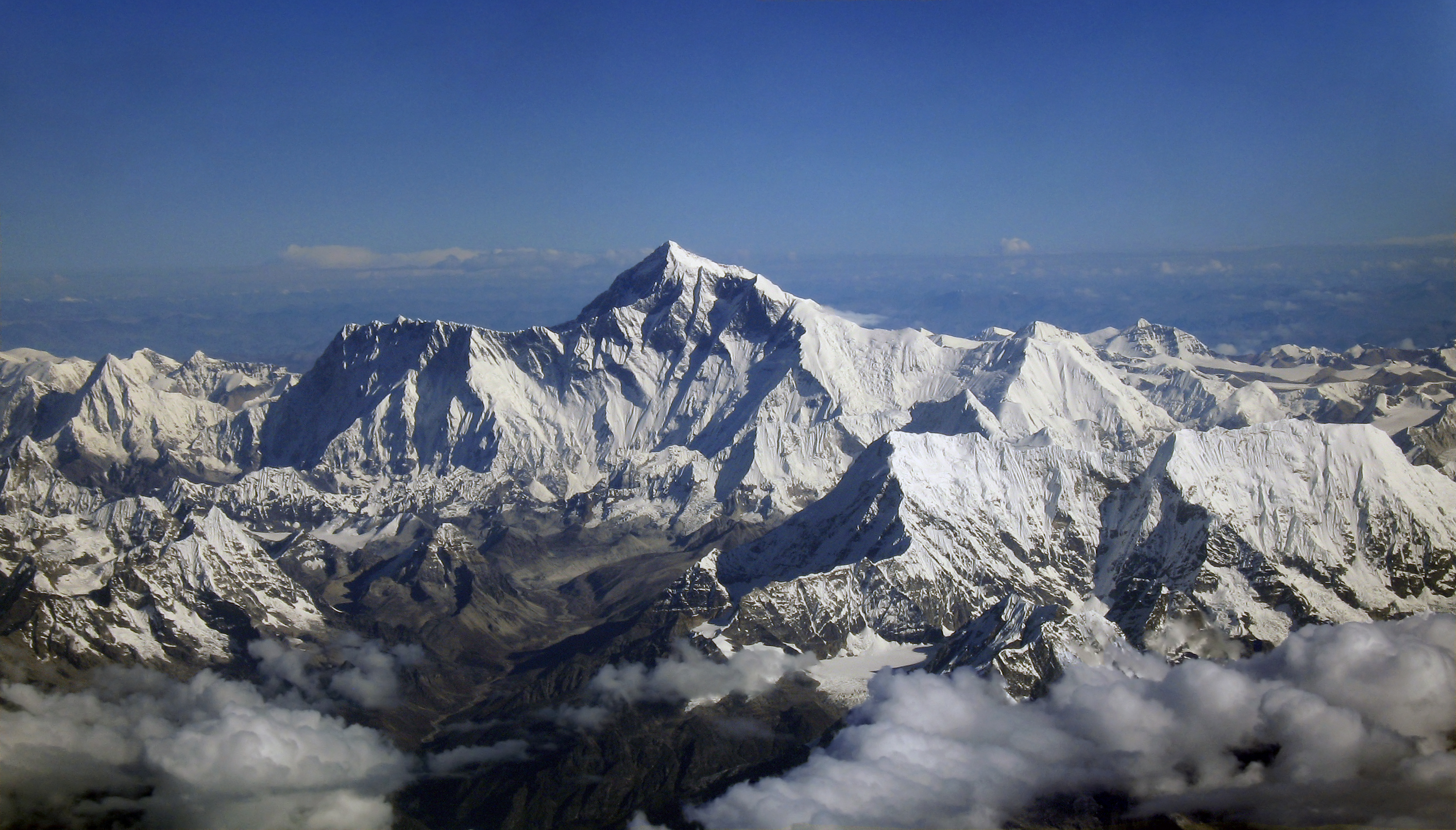
Cara sud de l'Everest presa des d'un avió. El cim s'enlaira per sobre del Lhotse (#4), mentre el Nuptse està situat a la carena de l'esquerra.

Aquesta es la llista de les cent muntanyes més altes de la Terra en funció de la seva altitud respecte del nivell del mar. Totes elles estan situades al continent asiàtic. La llista només inclou les muntanyes que, per una classificació objectiva, poden considerar-se com a muntanyes independents i individuals, en contraposició a muntanyes subsidiàries d'una altra de més alta. Un exemple d'això és el cas del Nuptse, situada al mateix massís que l'Everest, que amb una altitud de 7.861 m, pot considerar-se subsidiària del Lhotse, ja que tan sols té una prominència de 319 metres.

## Consideracions
La línia entre muntanya amb múltiples cims i muntanya separada no sempre és clara. Una manera popular i intuïtiva per a distingir entre muntanyes i cims subsidiaris és considerar l'altura per sobre del coll més alt que el connecta a un cim més alt. Aquesta mesura rep el nom de Prominència topogràfica, i el cim més alt "muntanya pare" (parent peak en anglès). Una definició típica de muntanya és el d'un cim amb una prominència de 300 metres. Alternativament, es pot utilitzar la prominència relativa com a relació d'aquesta última amb l'altitud de la muntanya (normalment d'un 7-8%), que reflecteix que, en serralades més altes, s'ha d'aplicar una mesura de prominència més alta, que mantingui la proporció de serralades més baixes. La següent taula llista les 100 muntanyes més altes de la Terra amb més de 500 metres de prominència (aproximadament un 7% de prominència relativa). El problema derivat d'establir una classificació basada en la prominència és que poden quedar exclosos cims prou coneguts connectats amb d'altres més alts però amb una prominència molt baixa, com és el cas de l'Eiger o el Nuptse.
És molt improbable que totes les mesures de la taula siguin correctes, amb precisió de metres. En realitat, existeixen problemes per a definir l'altura del nivell del mar quan el cim es troba molt lluny del mar. En aquest cas, les mesures difereixen en diversos metres. El cas més extrem és el de l'Ulugh Muztagh, situat al nord de l'altiplà del Tibet, que pot trobar-se referenciat amb altituds entre 7.723m i 7.754m, però que en realitat només mesura 6.973m-6.987m d'altitud. Molts cims de la serralada del Karakoram (també conegut com a Karakorum) difereixen en més de 100 metres en diferents mapes.

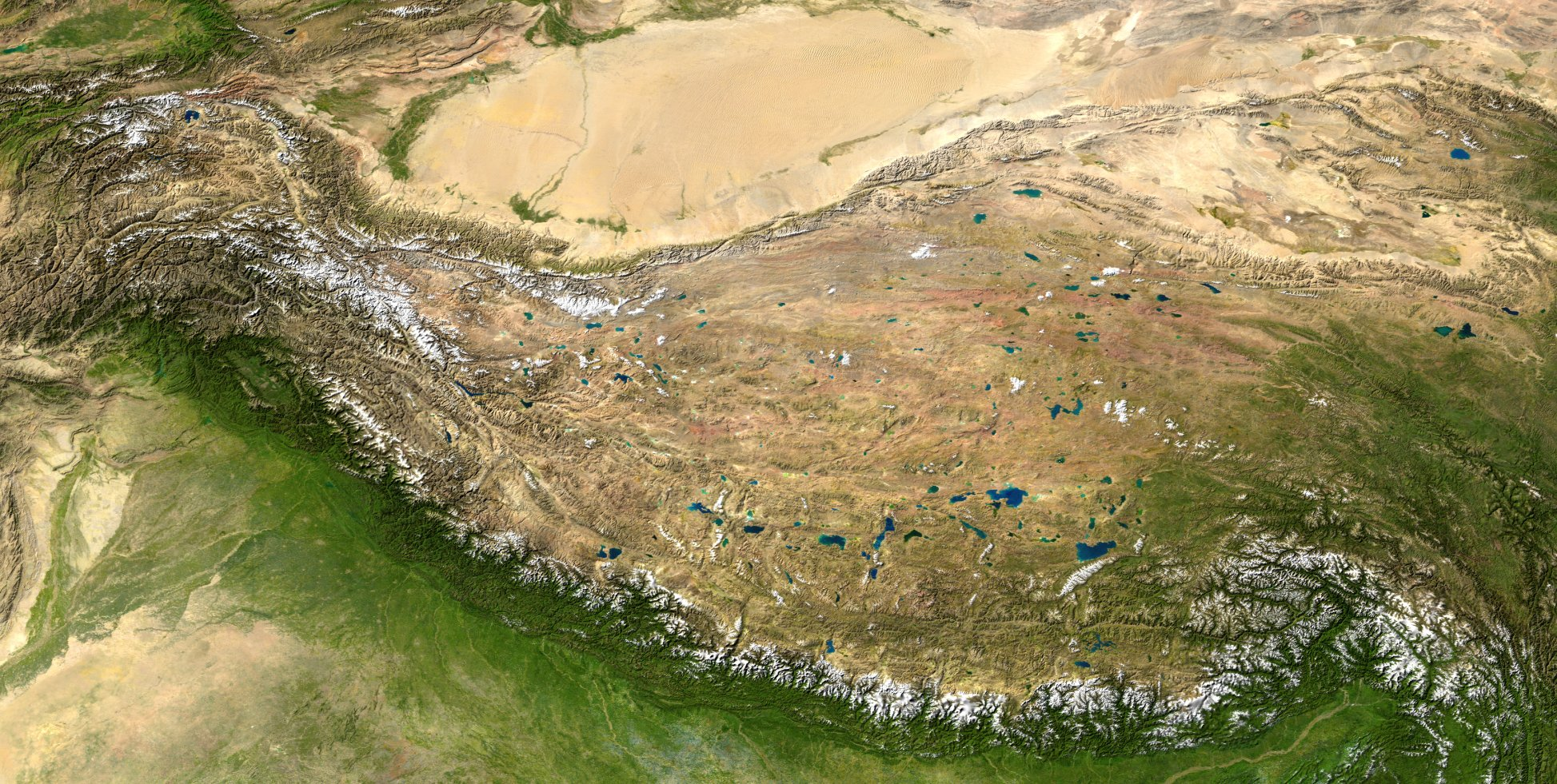
l'Himàlaia, coordenades.

Encara que algunes zones del món, especialment les més muntanyoses, no han estat cartografiades en detall, és poc probable que cims d'aquesta altitud hagin estat descuidats, entre altres raons perquè s'han utilitzat mesuraments per satèl·lit per a cartografiar aquestes zones inaccessibles. Així i tot, altituds i prominències poden revisar-se en un futur i, per tant, els cims de la llista podrien canviar de posició.
Per conveniència, quan es parla dels cims més alts, es dona l'altura o alçària respecte del nivell del mar. Per tant, queden excloses aquelles muntanyes que parteixen des del fons del mar, com és el cas del Mauna Kea, situada a l'arxipèlag de Hawaii, la qual tindria una altura de 10.200 metres des de la seva base situada al sòl de l'oceà Pacífic i podria ser considerada com a la muntanya més alta de la Terra.

## Distribució geogràfica
La majoria dels cims de la llista es troben a les serralades de l'Himàlaia i el Karakoram, a les regions frontereres entre l'Índia, la Xina, el Pakistan i el Nepal. De fet, tots els cims de més de 7.000 metres es troben a l'Àsia central en un rectangle format pels cims Nowshak (7.492 m), a la frontera de l'Afganistan i el Pakistan, a l'oest; Jengish Chokusu (Tomur Feng) (7.439 m), entre el Kirguizstan i Xinjiang, al nord; Gongga Shan (Minya Konka) (7.556 m), a Sichuan, a l'est; i el Kabru (7.412 m), entre Sikkim i el Nepal, al sud. La fotografia presa per satèl·lit mostra la zona.

## Llistes

### Per altitud

#### Els 14 vuit mil
| Ordre | Cim           | Altitud (m) | Serralada | Localització    | Primera ascensió                                                                                               |
| ----- | ------------- | ----------- | --------- | --------------- | --- |
| 1     | Everest       | 8.848       | Himàlaia  | Xina / Nepal    | 29 de maig de 1953 per Edmund Hillary i Tenzing Norgay                                                         |
| 2     | K2            | 8.611       | Karakoram | Xina / Pakistan | 31 de juliol 1954 per Lino Lacedalli i Achille Compagnoni                                                      |
| 3     | Kangchenjunga | 8.586       | Himàlaia  | Índia / Nepal   | 25 de maig de 1955 per Joe Brown i George Band                                                                 |
| 4     | Lhotse        | 8.516       | Himàlaia  | Xina / Nepal    | 18 de maig de 1956 per Fritz Luchsinger i Ernst Reiss                                                          |
| 5     | Makalu        | 8.485       | Himàlaia  | Xina / Nepal    | 15 de maig de 1955 per Lionel Terray i Jean Couzy                                                              |
| 6     | Cho Oyu       | 8.188       | Himàlaia  | Xina / Nepal    | 19 d'octubre de 1954 per Herbert Tichy, Sepp Joechler i Pasang Dawa Lama                                       |
| 7     | Dhaulagiri    | 8.167       | Himàlaia  | Nepal           | 13 de maig de 1960 per Kurt Diemberger, Nawang Dorje, Ernst Forrer, Albin Schelbert, Peter Diener i Nima Dorje |
| 8     | Manaslu       | 8.163       | Himàlaia  | Nepal           | 9 de maig de 1956 per Gyalzen Norbu i Toshia Imanishi                                                          |
| 9     | Nanga Parbat  | 8.125       | Himàlaia  | Pakistan        | 3 de juliol de 1953 per Hermann Buhl                                                                           |
| 10    | Annapurna     | 8.091       | Himàlaia  | Nepal           | 3 de juny de 1950 per Louis Lachena i Maurice Herzog                                                           |
| 11    | Gasherbrum I  | 8.080       | Karakoram | Xina / Pakistan | 5 de juliol de 1958 per Pete Schoening i Andrew Kauffman                                                       |
| 12    | Broad Peak    | 8.051       | Karakoram | Xina / Pakistan | 9 de juny de 1957 per Hermann Buhl, Kurt Diemberger, Marcus Schmuck i Fritz Wintersteller                      |
| 13    | Gasherbrum II | 8.034       | Karakoram | Xina / Pakistan | 8 de juliol de 1956 per Fritz Moravec, Josef Larch i Hans Willenpart                                           |
| 14    | Shisha Pangma | 8.027       | Himàlaia  | Xina            | 2 de maig de 1964 per Hsu Ching i altres nou alpinistes xinesos.                                               |

#### Els cims de més de 7.200 metres
| Ordre | Altitud (m) | Nom                          | Serralada                    | Localització                            | Coordenades                                            | Prom. (m) | Muntanya pare      | Primera ascensió | Ascensions (Intents) | Destacat |
| ----- | ----------- | ---------------------------- | ---------------------------- | --------------------------------------- | ------------------------------------------------------ | --------- | ------------------ | ---------------- | -------------------- | --- |
| 1     | 8.848       | Everest                      | Himàlaia                     | R.P. de la Xina (Tibet) · Nepal         | 27° 59′ 17″ N, 86° 55′ 31″ E / 27.98806°N,86.92528°E   | 8,848     | cap                | 1953             | 145 (121)            | La més alta de l'Himàlaia, de la Xina, del Nepal i del món, la que més vegades s'ha ascendit i intentat                    |
| 2     | 8.611       | K2                           | Karakoram                    | R.P. de la Xina (Tibet) · Pakistan      | 35° 52′ 57″ N, 76° 30′ 48″ E / 35.88250°N,76.51333°E   | 4,017     | cap                | 1954             | 45 (44)              | La més alta i amb més intents d'ascensió del Karakoram i la més alta de Pakistan                                           |
| 3     | 8.586       | Kangchenjunga                | Himàlaia                     | Índia · Nepal                           | 27° 42′ 09″ N, 88° 08′ 49″ E / 27.70250°N,88.14694°E   | 3,922     | Everest            | 1955             | 38 (24)              | La més alta, amb més ascensions i més intents de l'Índia i l'ascendida més tard de les 3 més altes                         |
| 4     | 8.516       | Lhotse                       | Himàlaia                     | R.P. de la Xina (Tibet) · Nepal         | 27° 57′ 42″ N, 86° 55′ 59″ E / 27.96167°N,86.93306°E   | 610       | Everest            | 1956             | 26 (26)              | L'ascendida més tard de les 4 més altes                                                                                    |
| 5     | 8.485       | Makalu                       | Himàlaia                     | R.P. de la Xina (Tibet) · Nepal         | 27° 53′ 21″ N, 87° 05′ 19″ E / 27.88917°N,87.08861°E   | 2,386     | Everest            | 1955             | 45 (52)              | |
| 6     | 8.188       | Cho Oyu                      | Himàlaia                     | R.P. de la Xina (Tibet) · Nepal         | 28° 05′ 39″ N, 86° 39′ 39″ E / 28.09417°N,86.66083°E   | 2,340     | Everest            | 1954             | 79 (28)              | |
| 7     | 8.167       | Dhaulagiri                   | Himàlaia                     | Nepal                                   | 28° 41′ 45″ N, 83° 29′ 36″ E / 28.69583°N,83.49333°E   | 3,357     | Everest            | 1960             | 51 (39)              | L'ascendida més tard de les 13 més altes                                                                                   |
| 8     | 8.163       | Manaslu                      | Himàlaia                     | Nepal                                   | 28° 32′ 58″ N, 84° 33′ 39″ E / 28.54944°N,84.56083°E   | 3,092     | Cho Oyu            | 1956             | 49 (45)              | |
| 9     | 8.125       | Nanga Parbat                 | Himàlaia                     | Pakistan                                | 35° 14′ 18″ N, 74° 35′ 22″ E / 35.23833°N,74.58944°E   | 4,608     | Dhaulagiri         | 1953             | 52 (67)              | La més meridional, amb més ascensions i més intents de Pakistan                                                            |
| 10    | 8.091       | Annapurna I                  | Himàlaia                     | Nepal                                   | 28° 35′ 43″ N, 83° 49′ 11″ E / 28.59528°N,83.81972°E   | 2,984     | Cho Oyu            | 1950             | 36 (47)              | L'ascendida més aviat de les 24 més altes                                                                                  |
| 11    | 8.080       | Gasherbrum I                 | Karakoram                    | R.P. de la Xina (Tibet) · Pakistan      | 35° 43′ 27″ N, 76° 41′ 44″ E / 35.72417°N,76.69556°E   | 2,155     | K2                 | 1958             | 31 (16)              | |
| 12    | 8.051       | Broad Peak                   | Karakoram                    | R.P. de la Xina (Tibet) · Pakistan      | 35° 48′ 38″ N, 76° 34′ 05″ E / 35.81056°N,76.56806°E   | 1,701     | Gasherbrum I       | 1957             | 39 (19)              | |
| 13    | 8.034       | Gasherbrum II                | Karakoram                    | R.P. de la Xina (Tibet) · Pakistan      | 35° 45′ 27″ N, 76° 39′ 11″ E / 35.75750°N,76.65306°E   | 1,523     | Gasherbrum I       | 1956             | 54 (12)              | La més ascendida del Karakoram                                                                                             |
| 14    | 8.027       | Shishapangma                 | Himàlaia                     | R.P. de la Xina (Tibet)                 | 28° 21′ 12″ N, 85° 46′ 43″ E / 28.35333°N,85.77861°E   | 2,897     | Cho Oyu            | 1964             | 43 (19)              | |
| 15    | 7.952       | Gyachung Kang                | Himàlaia                     | R.P. de la Xina (Tibet) · Nepal         | 28° 05′ 52″ N, 86° 44′ 47″ E / 28.09778°N,86.74639°E   | 700       | Cho Oyu            | 1964             | 5 (3)                | L'ascendida més tard de les 15 més altes                                                                                   |
|       | 7.946       | Gasherbrum III               | Karakoram                    | Pakistan (Caixmir)                      | 35° 45′ 34″ N, 76° 38′ 31″ E / 35.75944°N,76.64194°E   | 355       | Gasherbrum II      | 1975             | 2 (2)                | La més alta del Caixmir i l'ascendida més tard de les 26 més altes                                                         |
| 16    | 7.937       | Annapurna II                 | Himàlaia                     | Nepal                                   | 28° 32′ 03″ N, 84° 07′ 20″ E / 28.53417°N,84.12222°E   | 2,437     | Annapurna I        | 1960             | 6 (19)               | |
| 17    | 7.932       | Gasherbrum IV                | Karakoram                    | Pakistan (Caixmir)                      | 35° 45′ 33″ N, 76° 36′ 57″ E / 35.75917°N,76.61583°E   | 715       | Gasherbrum III     | 1958             | 4 (11)               | |
| 18    | 7.893       | Himalchuli                   | Himàlaia                     | Nepal                                   | 28° 26′ 07″ N, 84° 38′ 24″ E / 28.43528°N,84.64000°E   | 1,633     | Manaslu            | 1960             | 6 (12)               | |
| 19    | 7.884       | Distaghil Sar                | Karakoram                    | Pakistan (Caixmir)                      | 36° 19′ 33″ N, 75° 11′ 18″ E / 36.32583°N,75.18833°E   | 2,525     | K2                 | 1960             | 3 (5)                | |
| 20    | 7.871       | Ngadi Chuli                  | Himàlaia                     | Nepal                                   | 28° 30′ 12″ N, 84° 34′ 03″ E / 28.50333°N,84.56750°E   | 1,020     | Manaslu            | 1970             | 2 (6)                | |
|       | 7.864       | Nuptse                       | Himàlaia                     | Nepal                                   | 27° 58′ 02″ N, 86° 53′ 10″ E / 27.96722°N,86.88611°E   | 319       | Lhotse             | 1961             | 5 (12)               | |
| 21    | 7.823       | Khunyang Chhish              | Karakoram                    | Pakistan (Caixmir)                      | 36° 12′ 19″ N, 75° 12′ 28″ E / 36.20528°N,75.20778°E   | 1,765     | Distaghil Sar      | 1972             | 2 (6)                | |
| 22    | 7.821       | Masherbrum                   | Karakoram                    | Pakistan (Caixmir)                      | 35° 38′ 28″ N, 76° 18′ 21″ E / 35.64111°N,76.30583°E   | 2,457     | Gasherbrum I       | 1960             | 4 (9)                | |
| 23    | 7.816       | Nanda Devi                   | Himàlaia                     | Índia                                   | 30° 22′ 36″ N, 79° 58′ 15″ E / 30.37667°N,79.97083°E   | 3,139     | Dhaulagiri         | 1936             | 14 (12)              | L'ascendida més aviat de les 30 més altes                                                                                  |
| 24    | 7.804       | Chomo Lonzo                  | Himàlaia                     | R.P. de la Xina (Tibet)                 | 27° 55′ 48″ N, 87° 06′ 29″ E / 27.93000°N,87.10806°E   | 590       | Makalu             | 1954             | 3 (1)                | |
| 25    | 7.795       | Batura Sar                   | Karakoram                    | Pakistan                                | 36° 30′ 36″ N, 74° 31′ 27″ E / 36.51000°N,74.52417°E   | 3,118     | Distaghil Sar      | 1976             | 4 (6)                | L'ascendida més tard de les 29 més altes i la més septentrional del Karakoram                                              |
| 26    | 7.790       | Kanjut Sar                   | Karakoram                    | Pakistan                                | 36° 12′ 18″ N, 75° 25′ 04″ E / 36.20500°N,75.41778°E   | 1,690     | Khunyang Chhish    | 1959             | 2 (1)                | |
| 27    | 7.788       | Rakaposhi                    | Karakoram                    | Pakistan                                | 36° 08′ 33″ N, 74° 29′ 21″ E / 36.14250°N,74.48917°E   | 2.818     | Khunyang Chhish    | 1958             | 8 (13)               | |
| 28    | 7.782       | Namcha Barwa                 | Himàlaia                     | R.P. de la Xina (Tibet)                 | 29° 37′ 50″ N, 95° 03′ 19″ E / 29.63056°N,95.05528°E   | 4.106     | Kangchenjunga      | 1992             | 1 (2)                | L'ascendida més tard de les 44 més altes                                                                                   |
| 29    | 7.756       | Kamet                        | Himàlaia                     | Índia                                   | 30° 55′ 12″ N, 79° 35′ 30″ E / 30.92000°N,79.59167°E   | 2.825     | Nanda Devi         | 1931             | 23 (14)              | L'ascendida més aviat de les 61 més altes                                                                                  |
| 30    | 7.751       | Dhaulagiri II                | Himàlaia                     | Nepal                                   | 28° 45′ 46″ N, 83° 23′ 14″ E / 28.76278°N,83.38722°E   | 2.396     | Dhaulagiri         | 1971             | 4 (11)               | |
| 31    | 7.742       | Saltoro Kangri               | Karakoram                    | Pakistan (Caixmir)                      | 35° 23′ 57″ N, 76° 50′ 51″ E / 35.39917°N,76.84750°E   | 2.160     | Gasherbrum I       | 1962             | 2 (1)                | |
| 32    | 7.711       | Jannu                        | Himàlaia                     | Nepal                                   | 27° 40′ 54″ N, 88° 02′ 36″ E / 27.68167°N,88.04333°E   | 1,036     | Kangchenjunga      | 1962             | 17 (12)              | |
| 33    | 7.708       | Tirich Mir                   | Hindu Kush                   | Pakistan                                | 36° 15′ 19″ N, 71° 50′ 30″ E / 36.25528°N,71.84167°E   | 3,910     | Batura Sar         | 1950             | 20 (11)              | La més alta, més meridional, mes aviat ascendida i amb més intents de l'Hindu Kush                                         |
|       | 7.703       | Molamenqing                  | Himàlaia                     | R.P. de la Xina (Tibet)                 | 28° 21′ 17″ N, 85° 48′ 39″ E / 28.35472°N,85.81083°E   | 430       | Shishapangma       | 1981             | 1 (0)                | |
| 34    | 7.694       | Gurla Mandhata               | Himàlaia                     | R.P. de la Xina (Tibet)                 | 30° 26′ 17″ N, 81° 17′ 53″ E / 30.43806°N,81.29806°E   | 2,788     | Dhaulagiri         | 1985             | 6 (4)                | |
| 35    | 7.672       | Saser Kangri I               | Karakoram                    | Índia (Caixmir)                         | 34° 52′ 00″ N, 77° 45′ 09″ E / 34.86667°N,77.75250°E   | 2,304     | Gasherbrum I       | 1973             | 6 (4)                | La més alta, més ascendida i amb més intents del Caixmir indi                                                              |
| 36    | 7.665       | Chogolisa                    | Karakoram                    | Pakistan (Caixmir)                      | 35° 36′ 42″ N, 76° 34′ 18″ E / 35.61167°N,76.57167°E   | 1,624     | Masherbrum         | 1975             | 4 (2)                | |
|       | 7.661       | Dhaulagiri IV                | Himàlaia                     | Nepal                                   | 28° 44′ 09″ N, 83° 18′ 55″ E / 28.73583°N,83.31528°E   | 469       | Dhaulagiri II      | 1975             | 2 (10)               | |
| 37    | 7.649       | Kongur                       | Kunlun                       | R.P. de la Xina (Uiguristan)            | 38° 35′ 38″ N, 75° 18′ 48″ E / 38.59389°N,75.31333°E   | 3.585     | Distaghil Sar      | 1981             | 2 (4)                | La més alta i la última ascendida del Kunlun                                                                               |
|       | 7.618       | Dhaulagiri V                 | Himàlaia                     | Nepal                                   | 28° 44′ 02″ N, 83° 21′ 41″ E / 28.73389°N,83.36139°E   | 340       | Dhaulagiri IV      | 1975             | 2 (3)                | |
| 38    | 7.611       | Shispare                     | Karakoram                    | Pakistan (Caixmir)                      | 36° 26′ 26″ N, 74° 40′ 51″ E / 36.44056°N,74.68083°E   | 1,240     | Batura Sar         | 1974             | 3 (1)                | |
| 39    | 7.577       | Trivor                       | Karakoram                    | Pakistan (Caixmir)                      | 36° 17′ 15″ N, 75° 05′ 10″ E / 36.28750°N,75.08611°E   | 980       | Distaghil Sar      | 1960             | 2 (5)                | |
| 40    | 7.570       | Gangkhar Puensum             | Himàlaia                     | Bhutan                                  | 28° 02′ 48″ N, 90° 27′ 21″ E / 28.04667°N,90.45583°E   | 2,995     | Kangchenjunga      | No escalat       | 0 (3)                | La més alta i més septentrional de Buthan, l'unica no escalada de Buthan i de l'Himàlaia i la més alta no escalada del món |
| 41    | 7.556       | Gongga Shan / Minya Konka    | Himàlaia                     | R.P. de la Xina (Tibet)                 | 29° 35′ 43″ N, 101° 52′ 47″ E / 29.59528°N,101.87972°E | 3,642     | Everest            | 1932             | 6 (7)                | |
| 42    | 7.555       | Annapurna III                | Himàlaia                     | Nepal                                   | 28° 35′ 05″ N, 83° 59′ 28″ E / 28.58472°N,83.99111°E   | 703       | Annapurna I        | 1961             | 10 (17)              | |
| 43    | 7.546       | Muztagh Ata                  | Kunlun                       | R.P. de la Xina (Uiguristan)            | 38° 16′ 42″ N, 75° 06′ 57″ E / 38.27833°N,75.11583°E   | 2,735     | Kongur Tagh        | 1956             | diverses             | La més meridional i la ascendida més aviat del Kunlun                                                                      |
| 44    | 7.545       | Skyang Kangri                | Karakoram                    | Pakistan · R.P. de la Xina              | 35° 55′ 35″ N, 76° 34′ 03″ E / 35.92639°N,76.56750°E   | 1,085     | K2                 | 1976             | 1 (2)                | |
| 45    | 7.543       | Changtse                     | Himàlaia                     | R.P. de la Xina (Tibet)                 | 28° 01′ 29″ N, 86° 54′ 31″ E / 28.02472°N,86.90861°E   | 520       | Everest            | 1982             | 9 (9)                | |
| 46    | 7.538       | Kula Kangri                  | Himàlaia                     | R.P. de la Xina (Tibet)                 | 28° 13′ 34″ N, 90° 36′ 54″ E / 28.22611°N,90.61500°E   | 1,650     | Gangkhar Puensum   | 1986             | 3 (2)                | |
| 47    | 7.530       | Kongur Tiube                 | Kunlun                       | R.P. de la Xina (Uiguristan)            | 38° 36′ 59″ N, 75° 11′ 55″ E / 38.61639°N,75.19861°E   | 840       | Kongur Tagh        | 1956             | 2 (3)                | La més septentrional del Kunlun                                                                                            |
| 48    | 7.516       | Mamostong Kangri             | Karakoram                    | Índia (Caixmir)                         | 35° 08′ 27″ N, 77° 34′ 39″ E / 35.14083°N,77.57750°E   | 1,803     | Gasherbrum I       | 1984             | 5 (0)                | |
| 49    | 7.513       | Saser Kangri II              | Karakoram                    | Índia (Caixmir)                         | 34° 48′ 15″ N, 77° 48′ 18″ E / 34.80417°N,77.80500°E   | 1,450     | Saser Kangri I     | No escalat       | 0 (0)                | La més meridional del Karakoram i del Caixmir i l'única no escalada del Karakoram, del Caixmir i de l'Índia                |
| 50    | 7.495       | Pic Ismail Samani            | Pamir                        | Tadjikistan                             | 38° 56′ 32″ N, 72° 00′ 57″ E / 38.94222°N,72.01583°E   | 3,402     | Muztagh Ata        | 1933             |                      | La més alta del Pamir i del Tadjikistan                                                                                    |
| 51    | 7.495       | Saser Kangri III             | Karakoram                    | Índia (Caixmir)                         | 34° 50′ 44″ N, 77° 47′ 06″ E / 34.84556°N,77.78500°E   | 850       | Saser Kangri I     | 1986             | 1 (0)                | |
| 52    | 7.492       | Noshaq                       | Hindu Kush                   | Afganistan                              | 36° 26′ 00″ N, 71° 49′ 40″ E / 36.43333°N,71.82778°E   | 2,024     | Tirich Mir         | 1960             | 33 (3)               | La més alta de l'Afganistan i la més ascendida de l'Hindu Kush                                                             |
| 53    | 7.492       | Pumari Chhish                | Hispar Karakoram             | Pakistan                                | 36° 12′ 40″ N, 75° 15′ 10″ E / 36.21111°N,75.25278°E   | 890       | Khunyang Chhish    | 1979             | 1 (2)                | La més alta de l'Hispar Karakoram                                                                                          |
| 54    | 7.476       | Pasu Sar                     | Karakoram                    | Pakistan (Caixmir)                      | 36° 29′ 16″ N, 74° 35′ 16″ E / 36.48778°N,74.58778°E   | 645       | Batura Sar         | 1994             | 1 (0)                | La ascendida més tard de les 74 més altes i la més septentrional i última ascendida del Caixmir Pakistanés                 |
| 55    | 7.469       | Yukshin Gardan Sar           | Karakoram                    | Pakistan (Caixmir)                      | 36° 15′ 00″ N, 75° 22′ 30″ E / 36.25000°N,75.37500°E   | 1,313     | Pumari Chhish      | 1984             | 4 (1)                | |
| 56    | 7.462       | Teram Kangri I               | Karakoram                    | Índia (Caixmir)                         | 35° 34′ 48″ N, 77° 04′ 42″ E / 35.58000°N,77.07833°E   | 1,702     | Gasherbrum I       | 1975             | 2 (0)                | |
| 57    | 7.462       | Jongsong Peak                | Himàlaia                     | R.P. de la Xina (Tibet) · Índia · Nepal | 27° 52′ 52″ N, 88° 08′ 05″ E / 27.88111°N,88.13472°E   | 1,298     | Kangchenjunga      | 1930             | 2 (3)                | La ascendida més aviat de la Xina, del Nepal, de l'Índia, de l'Himàlaia i de les 100 més altes                             |
| 58    | 7.458       | Malubiting                   | Karakoram                    | Pakistan (Caixmir)                      | 36° 00′ 12″ N, 74° 52′ 31″ E / 36.00333°N,74.87528°E   | 2,193     | Rakaposhi          | 1971             | 2 (6)                | |
| 59    | 7.455       | Gangapurna                   | Himàlaia                     | Nepal                                   | 28° 36′ 17″ N, 83° 57′ 51″ E / 28.60472°N,83.96417°E   | 563       | Annapurna III      | 1965             | 8 (13)               | |
| 60    | 7.439       | Peak Jengish Chokusu         | Tien Shan                    | R.P. de la Xina (Tibet) · Kirguizstan   | 42° 02′ 06″ N, 80° 07′ 32″ E / 42.03500°N,80.12556°E   | 4,148     | Ismail Samani Peak | 1938             |                      | La més alta del Tien Shan i del Kriguizistan i la més septentrional de les 100 més altes                                   |
|       | 7.434       | Sunanda Devi                 | Garhwal Himàlaia             | Índia                                   | 30° 22′ 00″ N, 79° 59′ 40″ E / 30.36667°N,79.99444°E   | 260       | Nanda Devi         | 1939             | 14 (12)              | |
| 61    | 7.428       | K12                          | Karakoram                    | Pakistan (Caixmir)                      | 35° 17′ 42″ N, 77° 01′ 18″ E / 35.29500°N,77.02167°E   | 1,978     | Saltoro Kangri     | 1974             | 4 (2)                | La més meridional del Caixmir pakistanés                                                                                   |
| 62    | 7.422       | Yangra                       | Himàlaia                     | R.P. de la Xina (Tibet) · Nepal         | 28° 23′ 28″ N, 85° 07′ 38″ E / 28.39111°N,85.12722°E   | 2,352     | Manaslu            | 1955             | 1 (6)                | |
| 63    | 7.422       | Sia Kangri                   | Karakoram                    | Pakistan (Caixmir)                      | 35° 39′ 48″ N, 76° 45′ 45″ E / 35.66333°N,76.76250°E   | 640       | Gasherbrum I       | 1934             | 6 (0)                | La ascendida més aviat del Karakoram, de Pakistan i del Caixmir i la més ascendida del Caixmir pakistanés                  |
| 64    | 7.414       | Momhil Sar                   | Karakoram                    | Pakistan (Caixmir)                      | 36° 19′ 04″ N, 75° 02′ 11″ E / 36.31778°N,75.03639°E   | 980       | Trivor             | 1964             | 2 (6)                | |
| 65    | 7.412       | Kabru N                      | Himàlaia                     | Índia · Nepal                           | 27° 38′ 02″ N, 88° 07′ 00″ E / 27.63389°N,88.11667°E   | 780       | Kangchenjunga      | 1994             | 1 (2)                | La més meridional de les 100 més altes                                                                                     |
| 66    | 7.410       | Skil Brum                    | Karakoram                    | R.P. de la Xina (Tibet) · Pakistan      | 35° 51′ 03″ N, 76° 25′ 45″ E / 35.85083°N,76.42917°E   | 1,152     | K2                 | 1957             | 2 (1)                | |
| 67    | 7.409       | Haramosh                     | Karakoram                    | Pakistan (Caixmir)                      | 35° 50′ 24″ N, 74° 53′ 51″ E / 35.84000°N,74.89750°E   | 2,277     | Malubiting         | 1958             | 4 (3)                | |
| 68    | 7.403       | Istor-o-Nal                  | Hindu Kush                   | Pakistan                                | 36° 22′ 35″ N, 71° 53′ 55″ E / 36.37639°N,71.89861°E   | 1,040     | Noshaq             | 1969             | 4 (5)                | La ascendida més tard de l'Hindu Kush                                                                                      |
| 69    | 7.401       | Ghent Kangri                 | Karakoram                    | Índia (Caixmir)                         | 35° 31′ 03″ N, 76° 48′ 01″ E / 35.51750°N,76.80028°E   | 1,493     | Saltoro Kangri     | 1961             | 4 (0)                | La ascendida més aviat del Caixmir indi                                                                                    |
| 70    | 7.388       | Ultar Sar                    | Karakoram                    | Pakistan (Cachemira)                    | 36° 23′ 54″ N, 74° 42′ 32″ E / 36.39833°N,74.70889°E   | 700       | Shispare           | 1996             | 2 (5)                | La ascendida més tard del Karakoram i del Pakistan                                                                         |
| 71    | 7.385       | Rimo I                       | Karakoram                    | Índia (Caixmir)                         | 35° 21′ 21″ N, 77° 22′ 05″ E / 35.35583°N,77.36806°E   | 1,438     | Teram Kangri I     | 1988             | 1 (3)                | |
| 72    | 7.385       | Churen Himal                 | Himàlaia                     | Nepal                                   | 28° 44′ 06″ N, 83° 12′ 58″ E / 28.73500°N,83.21611°E   | 600       | Dhaulagiri IV      | 1970             | 3 (0)                | |
| 73    | 7.382       | Teram Kangri III             | Karakoram                    | Índia (Caixmir)                         | 35° 35′ 59″ N, 77° 02′ 53″ E / 35.59972°N,77.04806°E   | 520       | Teram Kangri I     | 1979             | 1 (0)                | La més septentrional de l'Índia                                                                                            |
| 74    | 7.380       | Sherpi Kangri                | Karakoram                    | Pakistan (Caixmir)                      | 35° 27′ 58″ N, 76° 46′ 53″ E / 35.46611°N,76.78139°E   | 1,000     | Ghent Kangri       | 1976             | 1 (1)                | |
| 75    | 7.367       | Labuche Kang                 | Himàlaia                     | R.P. de la Xina (Tibet)                 | 28° 18′ 15″ N, 86° 21′ 03″ E / 28.30417°N,86.35083°E   | 1,957     | Cho Oyu            | 1987             | 1 (0)                | |
| 76    | 7.362       | Kirat Chuli                  | Himàlaia                     | Índia · Nepal                           | 27° 47′ 13″ N, 88° 11′ 40″ E / 27.78694°N,88.19444°E   | 1,168     | Kangchenjunga      | 1939             | 1 (6)                | |
|       | 7.355       | Abi Gamin                    | Himàlaia                     | R.P. de la Xina (Tibet) · Índia         | 30° 55′ 57″ N, 79° 36′ 09″ E / 30.93250°N,79.60250°E   | 217       | Kamet              | 1950             | 17 (2)               | |
| 77    | 7.350       | Nangpai Gosum                | Himàlaia                     | R.P. de la Xina (Tibet) · Nepal         | 28° 04′ 20″ N, 86° 36′ 52″ E / 28.07222°N,86.61444°E   | 500       | Cho Oyu            | 1996             | 3 (1)                | La ascendida més tard de l'Himàlaia, de la Xina, del Nepal i de les 100 més altes i la més septentrional del Nepal         |
|       | 7.350       | Gimmigela                    | Himàlaia                     | Índia · Nepal                           | 27° 44′ 24″ N, 88° 09′ 28″ E / 27.74000°N,88.15778°E   | 432       | Kangchenjunga      | 1994             | 3 (1)                | |
| 78    | 7.349       | Saraghrar                    | Hindu Kush                   | Pakistan                                | 36° 32′ 51″ N, 72° 06′ 54″ E / 36.54750°N,72.11500°E   | 1,979     | Noshaq             | 1959             | 2 (3)                | La més septentrional de l'Hindu Kush i de Pakistan i la menys ascendida de l'Hindu Kush                                    |
| 79    | 7.321       | Chamlang                     | Himàlaia                     | Nepal                                   | 27° 46′ 30″ N, 86° 58′ 47″ E / 27.77500°N,86.97972°E   | 1,240     | Lhotse             | 1961             | 7 (1)                | |
| 80    | 7.326       | Chomolhari                   | Himàlaia                     | Bhutan · R.P. de la Xina (Tibet)        | 27° 49′ 37″ N, 89° 16′ 28″ E / 27.82694°N,89.27444°E   | 2,065     | Gangkhar Puensum   | 1937             | 4 (0)                | La més meridional del Bhutan i de la Xina                                                                                  |
| 81    | 7.315       | Chongtar Kangri              | Karakoram                    | Pakistan · R.P. de la Xina              | 35° 54′ 46″ N, 76° 25′ 47″ E / 35.91278°N,76.42972°E   | 1,300     | Skil Brum          | 1994             | 1 (1)                | |
| 82    | 7.312       | Baltoro Kangri               | Karakoram                    | Pakistan (Caixmir)                      | 35° 38′ 21″ N, 76° 40′ 24″ E / 35.63917°N,76.67333°E   | 1,200     | Chogolisa          | 1976             | 1 (0)                | |
| 83    | 7.309       | Siguang Ri                   | Himàlaia                     | R.P. de la Xina (Tibet)                 | 28° 08′ 49″ N, 86° 41′ 06″ E / 28.14694°N,86.68500°E   | 650       | Cho Oyu            | 1989             | 2 (1)                | |
| 84    | 7.295       | The Crown                    | Karakoram                    | Pakistan · R.P. de la Xina (Tibet)      | 36° 06′ 22″ N, 76° 12′ 26″ E / 36.10611°N,76.20722°E   | 1,919     | Skil Brum (K2)     | 1993             | 1 (3)                | |
| 85    | 7.294       | Gyala Peri                   | Himàlaia                     | R.P. de la Xina (Tibet)                 | 29° 48′ 47″ N, 94° 58′ 03″ E / 29.81306°N,94.96750°E   | 2,942     | Everest            | 1986             | 1 (0)                | |
| 86    | 7.292       | Porong Ri                    | Himàlaia                     | R.P. de la Xina (Tibet)                 | 28° 23′ 22″ N, 85° 43′ 17″ E / 28.38944°N,85.72139°E   | 520       | Shisha Pangma      | 1982             | 5 (0)                | |
| 87    | 7.285       | Baintha Brakk                | Karakoram                    | Pakistan (Caixmir)                      | 35° 56′ 51″ N, 75° 45′ 12″ E / 35.94750°N,75.75333°E   | 1,891     | Kanjut Sar         | 1977             | 3 (13)               | La que té més intents d'ascens del Caixmir                                                                                 |
| 88    | 7.283       | Yutmaru Sar                  | Karakoram                    | Pakistan (Caixmir)                      | 36° 13′ 40″ N, 75° 22′ 05″ E / 36.22778°N,75.36806°E   | 620       | Yukshin Gardan Sar | 1980             | 1 (1)                | |
| 89    | 7.282       | Baltistan Peak               | Karakoram                    | Pakistan (Caixmir)                      | 35° 25′ 06″ N, 76° 33′ 08″ E / 35.41833°N,76.55222°E   | 1,962     | Chogolisa          | 1970             | 1 (3)                | |
| 90    | 7.281       | Kangpenqing                  | Himàlaia                     | R.P. de la Xina (Tibet)                 | 28° 33′ 03″ N, 85° 32′ 44″ E / 28.55083°N,85.54556°E   | 1,340     | Shisha Pangma      | 1982             | 1 (1)                | |
| 91    | 7.276       | Torre Muztagh                | Karakoram                    | Pakistan (Caixmir)                      | 35° 49′ 38″ N, 76° 21′ 39″ E / 35.82722°N,76.36083°E   | 1,710     | Skil Brum          | 1956             | 4 (2)                | |
| 92    | 7.272       | Maná                         | Himàlaia                     | Índia                                   | 30° 52′ 51″ N, 79° 36′ 56″ E / 30.88083°N,79.61556°E   | 730       | Kamet              | 1937             | 7 (3)                | |
|       | 7.268       | Dhaulagiri VI                | Himàlaia                     | Nepal                                   | 28° 42′ 29″ N, 83° 16′ 21″ E / 28.70806°N,83.27250°E   | 485       | Dhaulagiri IV      | 1970             | 5 (0)                | |
| 93    | 7.266       | Diran                        | Rakaposhi-Haramosh Karakoram | Pakistan                                | 36° 07′ 13″ N, 74° 39′ 42″ E / 36.12028°N,74.66167°E   | 1.325     | Malubiting         | 1968             | 12 (8)               | |
| 94    | 7.250       | Labuche Kang III/Est         | Labuche Himàlaia             | R.P. de la Xina                         | 28° 18′ 05″ N, 86° 23′ 02″ E / 28.30139°N,86.38389°E   | 570       | Labuche Kang       | No escalada      | 0 (0)                | |
| 95    | 7.246       | Putha Hiunchuli              | Dhaulagiri Himàlaia          | Nepal                                   | 28° 44′ 52″ N, 83° 08′ 46″ E / 28.74778°N,83.14611°E   | 1.151     | Churen Himal       | 1954             | 11 (5)               | |
| 96    | 7.245       | Apsarasas Kangri             | Siachen Karakoram            | R.P. de la Xina/ Índia/ Pakistan        | 35° 32′ 19″ N, 77° 08′ 55″ E / 35.53861°N,77.14861°E   | 635       | Teram Kangri I     | 1976             | 2 (0)                | |
| 97    | 7.242       | Mukut Parbat                 | Garhwal Himàlaia             | Índia                                   | 30° 56′ 57″ N, 79° 34′ 12″ E / 30.94917°N,79.57000°E   | 840       | Kamet              | 1951             | 2 (1)                | |
| 98    | 7.233       | Rimo III                     | Rimo Karakoram               | Pakistan                                | 35° 22′ 31″ N, 77° 21′ 42″ E / 35.37528°N,77.36167°E   | 615       | Rimo I             | 1985             | 1 (0)                | |
| 99    | 7.227       | Langtang Lirung              | Langtang Himal Himàlaia      | Nepal                                   | 28° 15′ 22″ N, 85° 31′ 01″ E / 28.25611°N,85.51694°E   | 1.525     | Shisha Pangma      | 1978             | 14 (13)              | |
| 100   | 7.221       | Karjiang                     | Kula Kangri Himàlaia         | R.P. de la Xina                         | 28° 15′ 27″ N, 90° 38′ 49″ E / 28.25750°N,90.64694°E   | 880       | Kula Kangri        | no escalada      | 0 (2)                | |
| 101   | 7.219       | Annapurna Dakshin            | Annapurna Himàlaia           | Nepal                                   | 28° 31′ 06″ N, 83° 48′ 22″ E / 28.51833°N,83.80611°E   | 775       | Annapurna          | 1964             | 10 (16)              | |
| 102   | 7.213       | Khartaphu                    | Mahalangur Himàlaia          | R.P. de la Xina                         | 28° 03′ 49″ N, 86° 58′ 39″ E / 28.06361°N,86.97750°E   | 712       | Everest            | 1935             | 1 (0)                | |
| 103   | 7.207       | Tongshanjiabu                | Lunana Himàlaia              | Bhutan                                  | 28° 11′ 12″ N, 89° 57′ 27″ E / 28.18667°N,89.95750°E   | 1.757     | Gangkar Puensum    | no escalada      | 0 (0)                | |
| 104   | 7.207       | Malangutti Sar               | Hispar Karakoram             | Pakistan                                | 36° 21′ 47″ N, 75° 08′ 57″ E / 36.36306°N,75.14917°E   | 515       | Distaghil Sar      | 1985             | 1 (0)                | |
| 105   | 7.206       | Noijin Kangsang / Norin Kang | Nagarzê Himàlaia             | R.P. de la Xina                         | 28° 56′ 48″ N, 90° 10′ 42″ E / 28.94667°N,90.17833°E   | 2.160     | Gangkar Puensum    | 1986             | 4 (1)                | |
| 106   | 7.205       | Langtang Ri                  | Langtang Himal Himàlaia      | Nepal                                   | 28° 22′ 53″ N, 85° 41′ 01″ E / 28.38139°N,85.68361°E   | 650       | Shisha Pangma      | 1981             | 4 (0)                | |
| 107   | 7.204       | Kangphu Kang                 | Lunana Himàlaia              | Bhutan                                  | 28° 09′ 20″ N, 90° 03′ 48″ E / 28.15556°N,90.06333°E   | 1.200     | Tongshanjiabu      | 2002             | 1 (0)                | |
| 108   | 7.202       | Singhi Kangri                | Siachen Karakoram            | R.P. de la Xina / Pakistan              | 35° 35′ 59″ N, 76° 59′ 01″ E / 35.59972°N,76.98361°E   | 790       | Teram Kangri III   | 1976             | 2 (0)                | |
| 109   | 7.200       | Lupghar Sar                  | Hispar Karakoram             | Pakistan                                | 36° 21′ 01″ N, 75° 02′ 13″ E / 36.35028°N,75.03694°E * | 730       | Momhil Sar         | 1979             | 1 (0)                | |

### Els set cims
Veure l'article Els Set Cims

### Per zones geogràfiques

#### Àfrica
La llista següent mostra els 10 cims més alts de l'Àfrica.
| Ordre | Cim                     | Altitud (m) | Localització                             | Coordenades                                          | Destacat                                                                                     |
| ----- | ----------------------- | ----------- | ---------------------------------------- | ---------------------------------------------------- | -------------------------------------------------------------------------------------------- |
| 1     | Kilimanjaro (Pic Uhuru) | 5.895       | Tanzània                                 | 3° 04′ 33″ S, 37° 21′ 12″ E / 3.07583°S,37.35333°E   | La més alta de Tanzània i d'Àfrica                                                           |
| 2     | Mont Kenya              | 5.199       | Kenya                                    | 0° 09′ 22″ S, 37° 19′ 05″ E / 0.15611°S,37.31806°E   | La més alta de Kenya                                                                         |
| 3     | Mawenzi                 | 5.149       | Tanzània (massís del Kilimanjaro)        |                                                      |                                                                                              |
| 4     | Ruwenzori               | 5.109       | República Democràtica del Congo / Uganda | 0° 23′ 00″ N, 29° 52′ 00″ E / 0.38333°N,29.86667°E   | La més alta de la República Democràtica del Congo i de Uganda. La frontera més alta d'Àfrica |
| 5     | Ras Dashan              | 4.623       | Etiòpia                                  | 13° 14′ 12″ N, 38° 22′ 21″ E / 13.23667°N,38.37250°E | La més alta d'Etiòpia i la més oriental del top 10 africà                                    |
| 6     | Mont Méru               | 4.565       | Tanzània                                 | 3° 15′ 00″ S, 36° 45′ 00″ E / 3.25000°S,36.75000°E   | La més meridional del top 10 africà                                                          |
| 7     | Karisimbi               | 4.507       | Ruanda                                   | 1° 30′ 00″ S, 29° 27′ 00″ E / 1.50000°S,29.45000°E   | La més alta de Tanzània                                                                      |
| 8     | Mont Elgon              | 4.321       | Kenya / Uganda                           | 1° 08′ 00″ N, 34° 33′ 00″ E / 1.13333°N,34.55000°E   |                                                                                              |
| 9     | Djebel Toubkal          | 4.165       | Marroc                                   | 31° 03′ 43″ N, 7° 54′ 58″ O / 31.06194°N,7.91611°O   | La més alta del Marroc i la més septentrional i oriental del top 10 africà                   |
| 10    | Mont Camerun (pic Fako) | 4.095       | Camerun                                  | 4° 12′ 11″ N, 9° 10′ 12″ E / 4.20306°N,9.17000°E     | La més alta del Camerun                                                                      |

#### Amèrica del Nord
La llista següent mostra els cims de l'Amèrica del Nord que sobrepassen els 5.000 m.
| Ordre | Cim                  | Altitud (m) | Localització                           | Coordenades                                            | Destacat                                                                                          |
| ----- | -------------------- | ----------- | -------------------------------------- | ------------------------------------------------------ | ------------------------------------------------------------------------------------------------- |
| 1     | Mont McKinley/Denali | 6.194       | Estats Units (Alaska                   | 63° 43′ 10″ N, 151° 00′ 26″ O / 63.71944°N,151.00722°O | La més alta dels Estats Units i d'Amèrica del nord i la més septentrional del top 10 nord-americà |
| 2     | Mont Logan           | 5.956       | Canadà (Yukon)                         | 60° 32′ 02″ N, 140° 24′ 10″ O / 60.53389°N,140.40278°O | La més alta de Canadà                                                                             |
| 3     | Pic d'Orizaba        | 5.675       | Mèxic                                  | 19° 01′ 08″ N, 97° 16′ 12″ O / 19.01889°N,97.27000°O   | La més alta de Mèxic i la més meridional i oriental del top 10 nord-americà                       |
| 4     | Mont Sant Elies      | 5.489       | Estats Units (Alaska) / Canadà (Yukon) | 60° 17′ 36″ N, 140° 55′ 46″ O / 60.29333°N,140.92944°O | La frontera més alta d'Amèrica del Nord                                                           |
| 5     | Popocatépetl         | 5.410       | Mèxic                                  | 19° 01′ 23″ N, 98° 37′ 19″ O / 19.02306°N,98.62194°O   |                                                                                                   |
| 6     | Mont Foraker         | 5.304       | Estats Units (Alaska)                  | 62° 57′ 39″ N, 151° 23′ 53″ O / 62.96083°N,151.39806°O | La més occidental del top 10 nord-americà                                                         |
| 7     | Mont Lucania         | 5.240       | Canadà (Yukon)                         |                                                        |                                                                                                   |
| 8     | Iztaccíhuatl         | 5.230       | Mèxic                                  | 19° 10′ 44″ N, 98° 38′ 31″ O / 19.17889°N,98.64194°O   |                                                                                                   |
| 9     | King Peak            | 5.173       | Canadà (Yukon)                         |                                                        |                                                                                                   |
| 10    | Mont Bona            | 5.044       | Estats Units (Alaska)                  | 61° 23′ 08″ N, 141° 44′ 55″ O / 61.38556°N,141.74861°O |                                                                                                   |
| 11    | Mont Steele          | 5.020       | Canadà (Yukon)                         | 61° 05′ 34″ N, 140° 18′ 00″ O / 61.09278°N,140.30000°O |                                                                                                   |

#### Amèrica del Sud
La llista següent mostra els 10 cims més alts de l'Amèrica del Sud. Tots ells estan situats a la serralada dels Andes, la qual compta amb 90 cims que sobrepassen els 6.000 m.
| Ordre | Cim                | Altitud (m) | Serralada                | Localització     | Coordenades                                          | Destacat |
| ----- | ------------------ | ----------- | ------------------------ | ---------------- | ---------------------------------------------------- | --- |
| 1     | Aconcagua          | 6.962       | Andes meridionals aerica | Argentina        | 32° 39′ 15″ S, 70° 00′ 41″ O / 32.65417°S,70.01139°O | La més alta d'Argentina, dels Andes meridionals i de sud-amèrica i la més meridional del top 10 sud-americà |
| 2     | Ojos del Salado    | 6.891       | Puna d'Atacama           | Xile             | 27° 06′ 35″ S, 68° 32′ 32″ O / 27.10972°S,68.54222°O | La més alta de Xile i de Puna d'Atacama                                                                     |
| 3     | Monte Pissis       | 6.774       | Puna d'Atacama           | Argentina        | 27° 45′ 14″ S, 68° 47′ 53″ O / 27.75389°S,68.79806°O | |
| 4     | Huascarán          | 6.768       | Cordillera Blanca        | Perú             | 9° 07′ 17″ S, 77° 36′ 32″ O / 9.12139°S,77.60889°O   | La més alta de Perú i de la cordillera Blanca i la més septentrional i occidental del top 10 sud-americà    |
| 5     | Cerro Bonete       | 6.759       | Puna de Atacama          | Argentina        | 28° 01′ 08″ S, 68° 45′ 22″ O / 28.01889°S,68.75611°O | |
| 6     | Nevado Tres Cruces | 6.758       | Puna de Atacama          | Argentina / Xile | 27° 06′ 00″ S, 68° 46′ 48″ O / 27.10000°S,68.78000°O | La frontera més alta de Amèrica del Sud                                                                     |
| 7     | Llullaillaco       | 6.738       | Puna de Atacama          | Argentina / Xile | 24° 43′ 12″ S, 68° 32′ 13″ O / 24.72000°S,68.53694°O | |
| 8     | Cerro Mercedario   | 6.720       | Cordillera de la Ramada  | Argentina        | 31° 58′ 00″ S, 70° 10′ 00″ O / 31.96667°S,70.16667°O | La més alta de la cordillera de la Ramada                                                                   |
| 9     | Cazadero           | 6.658       | Puna de Atacama          | Argentina / Xile |                                                      | |
| 10    | Incahuasi          | 6.638       | Puna de Atacama          | Argentina / Xile | 20° 14′ 34″ S, 67° 37′ 31″ O / 20.24278°S,67.62528°O | La més oriental del top 10 sud-americà                                                                      |

#### Antàrtida
La llista següent mostra els deu cims més alts de l'Antàrtida.
| Ordre | Cim                | Altitud (m) | Coordenades                                            | Destacat                                       |
| ----- | ------------------ | ----------- | ------------------------------------------------------ | ---------------------------------------------- |
| 1     | Mont Vinson        | 4.897       | 78° 31′ 31″ S, 85° 32′ 02″ O / 78.52528°S,85.53389°O   | La més alta de l'Antàrtida                     |
| 2     | Mont Tyree         | 4.852       | 78° 24′ 00″ S, 85° 55′ 00″ O / 78.40000°S,85.91667°O   | La més occidental del top 10 antàrtic          |
| 3     | Mont Kirkpatrick   | 4.528       | 84° 20′ 00″ S, 166° 25′ 00″ E / 84.33333°S,166.41667°E | La més propera al pol sud del top 10 antàrtic  |
| 4     | Mont Markham       | 4.350       | 82° 51′ 00″ S, 161° 21′ 00″ E / 82.85000°S,161.35000°E |                                                |
| 5     | Dome Argus         | 4.030       |                                                        |                                                |
| 6     | Mont Erebus        | 3.794       | 77° 32′ 00″ S, 167° 10′ 00″ E / 77.53333°S,167.16667°E |                                                |
| 7     | Vorterkaka Nunatak | 3.630       |                                                        |                                                |
| 8     | Mount McClintock   | 3.490       |                                                        |                                                |
| 9     | Mount Menzies      | 3.350       | 73° 30′ S, 61° 50′ E / 73.500°S,61.833°E               | La més llunyana al pol sud del top 10 antàrtic |
| 10    | Mount Terror       | 3.230       | 77° 30′ 58″ S, 168° 31′ 59″ E / 77.51611°S,168.53306°E | La més oriental del top 10 antàrtic            |

#### Àsia
Els 100 cims més alts del planeta estan tots situats a l'Àsia.

#### Europa
Llista dels 10 cims més alts d'Europa. Aquesta llista depèn dels límits que se li donin a Europa. Generalment, el nord del Caucas s'inclou dins d'Europa.
| Ordre | Cim                        | Altitud (m) | Serralada | Localització     | Coordenades                                          | Destacat                                                                           |
| ----- | -------------------------- | ----------- | --------- | ---------------- | ---------------------------------------------------- | ---------------------------------------------------------------------------------- |
| 1     | Elbrus                     | 5.642       | Caucas    | Rússia           | 43° 21′ 18″ N, 42° 26′ 21″ E / 43.35500°N,42.43917°E | La més alta de Rússia, del Caucas i d'Europa                                       |
| 2     | Dykh-Tau                   | 5.203       | Caucas    | Rússia           | 43° 03′ 10″ N, 43° 07′ 54″ E / 43.05278°N,43.13167°E |                                                                                    |
| 3     | Chkhara                    | 5.058       | Caucas    | Geòrgia / Rússia | 42° 59′ 58″ N, 43° 06′ 42″ E / 42.99944°N,43.11167°E | La més alta de Geòrgia. La frontera més alta d'Europa                              |
| 4     | Mont Kazbek                | 5.047       | Caucas    | Geòrgia          | 42° 41′ 48″ N, 44° 31′ 07″ E / 42.69667°N,44.51861°E | La més meridional i oriental del top 10 europeu                                    |
| 5     | Mont Blanc                 | 4.810       | Alps      | França / Itàlia  | 45° 49′ 57″ N, 6° 51′ 51″ E / 45.83250°N,6.86417°E   | La més alta de França, d'Itàlia i dels Alps i la més occidental del top 10 europeu |
| 6     | Uixba                      | 4.695       | Caucas    | Geòrgia          | 43° 07′ 35″ N, 42° 39′ 38″ E / 43.12639°N,42.66056°E |                                                                                    |
| 7     | Ouilpata                   | 4.638       | Caucas    | Rússia           |                                                      |                                                                                    |
| 8     | Punta Dufour del Mont Rosa | 4.634       | Alps      | Itàlia / Suïssa  | 45° 56′ 12″ N, 7° 52′ 01″ E / 45.93667°N,7.86694°E   | La més alta de Suïssa                                                              |
| 9     | Dom des Mischabel          | 4.545       | Alps      | Suïssa           | 46° 05′ 42″ N, 7° 51′ 36″ E / 46.09500°N,7.86000°E   | La més septentrional del top 10 europeu                                            |
| 10    | Liskamm                    | 4.527       | Alps      | Itàlia / Suïssa  | 45° 55′ 21″ N, 7° 50′ 08″ E / 45.92250°N,7.83556°E   |                                                                                    |

#### Oceania
| Ordre | Cim                          | Altitud (m) | Localització           | Coordenades                                            | Destacat                                                                                   |
| ----- | ---------------------------- | ----------- | ---------------------- | ------------------------------------------------------ | ------------------------------------------------------------------------------------------ |
| 1     | Puncak Jaya (Mont Carstensz) | 4.884       | Indonèsia (Irian Jaya) | 4° 04′ 44″ S, 137° 09′ 34″ E / 4.07889°S,137.15944°E   | La més alta d'Indonèsia i de Oceania i la més septentrional i occidental del top 5 oceànic |
| 2     | Puncak Trikora               | 4.750       | Indonèsia (Irian Jaya) | 4° 21′ 00″ S, 138° 39′ 00″ O / 4.35000°S,138.65000°O   |                                                                                            |
| 3     | Mont Wilhelm                 | 4.509       | Papua Nova Guinea      | 5° 48′ 00″ S, 145° 02′ 00″ O / 5.80000°S,145.03333°O   | La més alta de Papua Nova Guinea                                                           |
| 4     | Mont Giluwe                  | 4.368       | Papua Nova Guinea      | 6° 02′ 20″ S, 143° 53′ 10″ O / 6.03889°S,143.88611°O   |                                                                                            |
| 5     | Aoraki/Mont Cook             | 3.754       | Nova Zelanda           | 43° 35′ 44″ S, 170° 08′ 27″ E / 43.59556°S,170.14083°E | La més alta de Nova Zelanda i la més meridional i oriental del top 5 oceànic               |

### Al centre de la Terra
L'Everest és el punt més alt de la Terra amb relació al nivell del mar, però no el més allunyat del centre del planeta. A causa de la protuberància equatorial, el cim del Chimborazo a l'Equador és el punt de la superfície terrestre més allunyat del seu centre. El Huascarán al Perú és el segon, però la diferència entre els dos és només de l'ordre d'uns 25 metres.

### Per prominència topogràfica
La prominència topogràfica mesura la diferència d'altitud entre un vèrtex donat i el pas més alt per arribar a un vèrtex encara més alt. Permet quantificar el grau d'aïllament d'un cim i reconèixer els cims secundaris.
La llista mostra els 10 cims més alts tenint en compte la prominència topogràfica.
| Ordre | Cim                  | Altitud (m) | Prominència | Referència    | Localització          |
| ----- | -------------------- | ----------- | ----------- | ------------- | --------------------- |
| 1     | Everest              | 8.848       | 8.848       | Cap           | Nepal/Xina            |
| 2     | Aconcagua            | 6.962       | 6.962       | Cap           | Argentina             |
| 3     | Mont McKinley        | 6.194       | 6.138       | Aconcagua     | Alaska, Estats Units  |
| 4     | Kilimanjaro          | 5.892       | 5.882       | Everest       | Tanzània              |
| 5     | Pico Cristobal Colon | 5.700       | 5.509       | Aconcagua     | Colòmbia              |
| 6     | Mont Logan           | 5.959       | 5.250       | Mont McKinley | Yukon, Canadà         |
| 7     | Pico de Orizaba      | 5.636       | 4.922       | Mont Logan    | Mèxic                 |
| 8     | Massís Vinson        | 4.897       | 4.897       | Cap           | Antàrtida             |
| 9     | Puncak Jaya          | 4.884       | 4.884       | Cap           | Irian Jaya, Indonèsia |
| 10    | Elbrús               | 5.642       | 4.741       | Everest       | Rússia                |

### Per data d'ascensió
| Ordre | Data               | Cim           | Altitud (m) | Serralada | Localització    |
| ----- | ------------------ | ------------- | ----------- | --------- | --------------- |
| 1     | 1950, 3 de juny    | Annapurna     | 8.091       | Himàlaia  | Xina / Nepal    |
| 2     | 1953, 29 de maig   | Everest       | 8.848       | Himàlaia  | Xina/Nepal      |
| 3     | 1953, 3 de juliol  | Nanga Parbat  | 8.125       | Himàlaia  | Pakistan        |
| 4     | 1954, 31 de juliol | K2            | 8.611       | Karakoram | Xina/Pakistan   |
| 5     | 1954, 19 d'octubre | Cho Oyu       | 8.188       | Himàlaia  | Xina / Nepal    |
| 6     | 1955, 15 de maig   | Makalu        | 8.485       | Himàlaia  | Nepal / Xina    |
| 7     | 1950, 3 de juny    | Annapurna     | 8.091       | Himàlaia  | Xina / Nepal    |
| 8     | 1956, 9 de maig    | Manaslu       | 8.163       | Himàlaia  | Nepal           |
| 9     | 1956, 18 de maig   | Lhotse        | 8.516       | Himàlaia  | Xina/Nepal      |
| 10    | 1956, 8 de juliol  | Gasherbrum II | 8.034       | Karakoram | Xina / Pakistan |
| 11    | 1957, 9 de juny    | Broad Peak    | 8.051       | Karakoram | Xina / Pakistan |
| 12    | 1958, 5 de juliol  | Gasherbrum I  | 8.080       | Karakoram | Xina / Pakistan |
| 13    | 1960, 13 de maig   | Dhaulagiri    | 8.167       | Himàlaia  | Nepal           |
| 14    | 1964, 2 de maig    | Shisha Pangma | 8.027       | Himàlaia  | Xina            |

### Cims extraterrestres
| Objecte | Cim                  | Altitud (m)   |
| ------- | -------------------- | ------------- |
| Mart    | Olympus Mons         | 25.000 aprox. |
| Jàpet   | Serralada equatorial | 13.000aprox.  |
| Ió      | Boösaule Montes      | 17.000 aprox. |
| Venus   | Maxwell Montes       | 12.000 aprox. |
| Terra   | Everest              | 8.848         |
| Lluna   | Mons Huygens         | 4.700         |